# ILO (motortillverkare)

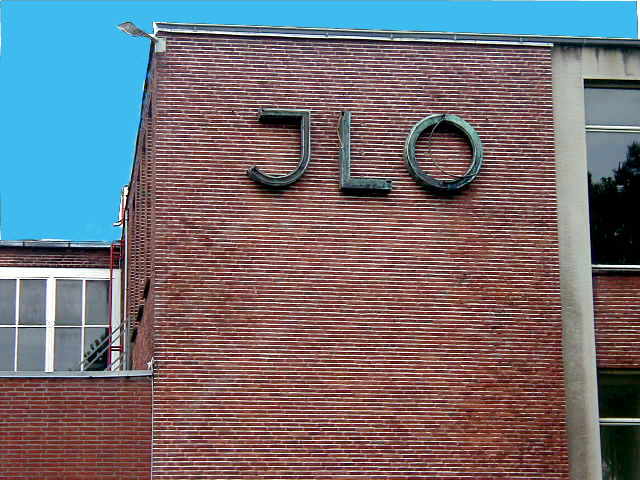
Fabrikens entré, med firmalogon

ILO-Motorenwerke var en större tillverkare av tvåtaktsmotorer i Tyskland, mellan 1911 och 1990. Företaget grundades av Heinrich Christiansen och inriktningen var främst att tillverka tvåtaktsmotorer till olika ändamål, även om det också tillverkades motorcyklar mellan 1923 och 1925. Företaget köptes 1959 av Rockwell International, som sedan också började tillverka snöskotrar, vid sidan om den övriga tillverkningen. 1977 såldes företaget till Tecumseh Products, som fortsatte att utöka produktionsutbudet med motorer till gräsklippare, kompressorer och jordbruksartiklar. Företagets lönsamhet minskade ytterligare under slutet av 1980-talet och fabriken stängde 1990.

## Företagsnamnet

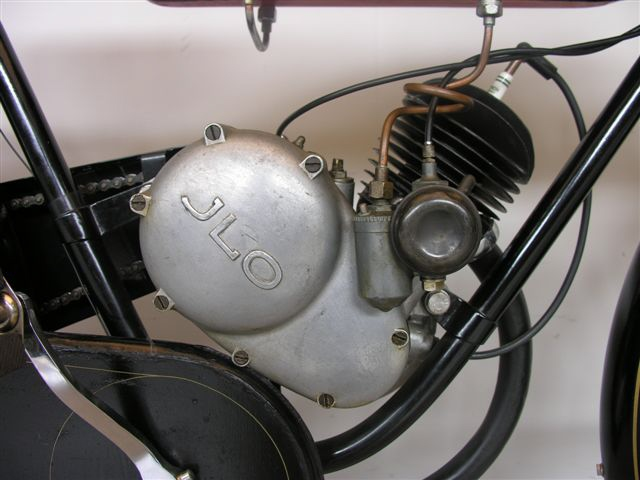
JLO 98 cc, från 1934

Namnet ILO kommer från det konstruerade språket esperanto och betyder "verktyg". Logotypen, som också göts in på motorerna, hade en stiliserad form av ett handskrivet I, vilket har gjort att motorerna ibland också stavas JLO i andra sammanhang.

## Historik
Företaget grundades 1911 i Altona vid Elbe. Där köpte företagets grundare Heinrich Christiansen, vid 35 års ålder, en maskinfabrik som var satt i konkurs. Under namnet Norddeutsche Maschinenfabrik GmbH startades en maskinfabrik med cirka 25 anställda och utrustning för räls och broar tillverkades för den tyska järnvägen. Två år efter starten blev lokalerna för små i Altona och företaget köpte nya lokaler vid järnvägen i Pinneberg utanför Hamburg. Där uppfördes både en produktionsanläggning och kontor. Under första världskriget utvecklades ett spårriktningståg, för den tyska järnvägen. Detta var ett specialtåg som användes för komprimering av ballast mellan sliprar, vid bygge och underhåll av järnväg. Under det sista krigsåret 1918 utvecklades en tvåtaktsmotor som gjorde enheten oberoende av andra kraftkällor. Detta var den första ILO-motorn.

## Mellankrigstiden

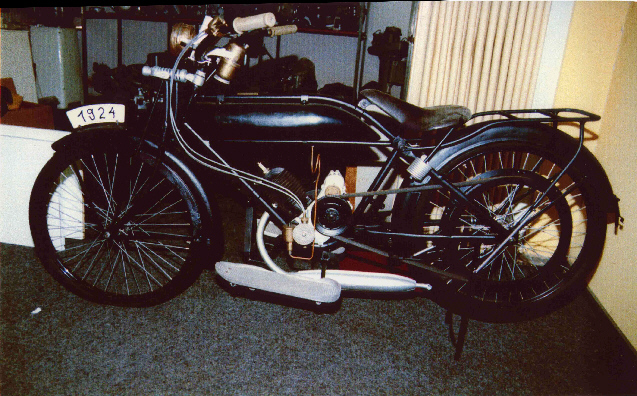
Motorcykel från 1924

Efter krigsslutet 1918 fick företaget ekonomiska problem. De militära beställningarna upphörde, vilket medförde personaluppsägningar. Bygget av specialtåg fortsatte dock i en mindre skala, tills att företaget sålde patentet till Kruppkoncernen 1921 och tillverkningen slutade 1922.
Företaget fokuserade istället på att bygga tvåtaktsmotorer för motorcyklar och lätta lastbilar. Nästan alla stora tyska tillverkarna av motorcyklar byggde in ILO:s motorer i sina fordon. Mot 1927 utvecklades en cykel med hjälpmotor (moped), som var en av de första högpresterande motorerna för cyklar. Från 1929 fanns tvåtaktsmotorer också tillgängliga för jordbruket och det fanns både jordfräsar och pumpar med ILO-motorer. Från 1922 ökade motortillverkningen stadigt och 1930 sattes också logotypen ILO upp ovanför entrén.
På 1930-talet sattes motorerna in i de alltmer populära trehjuliga skåpbilarna, från tillverkare som Vidal & Sohn Tempo och Goliath Borgward
1931 introducerade ILO en enhjulig transportör för järnvägsvagnar, som såldes framgångsrikt i många år. ILO:s motorcyklar fick dock allt svårare att konkurrera med tillverkare som DKW, NSU och Sachs. Bastert Werke i Bielefeld baserade dock hela sitt motorprogram på ILO-motorer. Fram till andra världskriget ökade antalet anställda till 300.
Under andra världskriget tillverkas nästan uteslutande motorer. Eftersom fabrikens produktion under krigsåren främst var avsedd för militära ändamål, förklarades anläggningen som en militär operation utsågs Christiansen till Wehrwirtschaftsführer inom rustningsindustrin. Under krigstiden fanns det omkring 160 tvångsarbetare i produktionen, vilka var inhysta i baracker på fabriksområdet. Fabriken förblev intakt under kriget och blev inte bombskadad.

## Efterkrigstiden

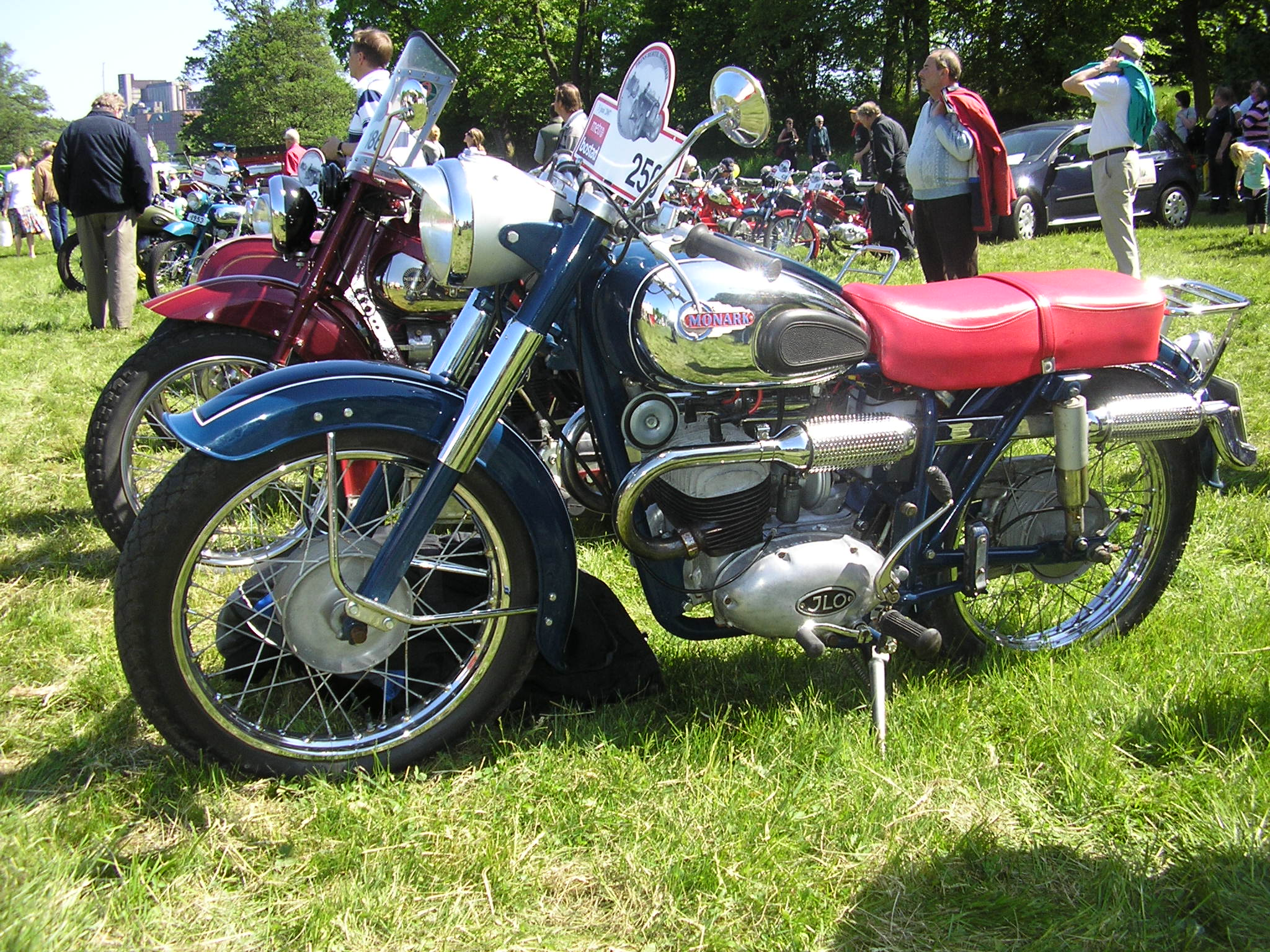
Monark med JLO-motor

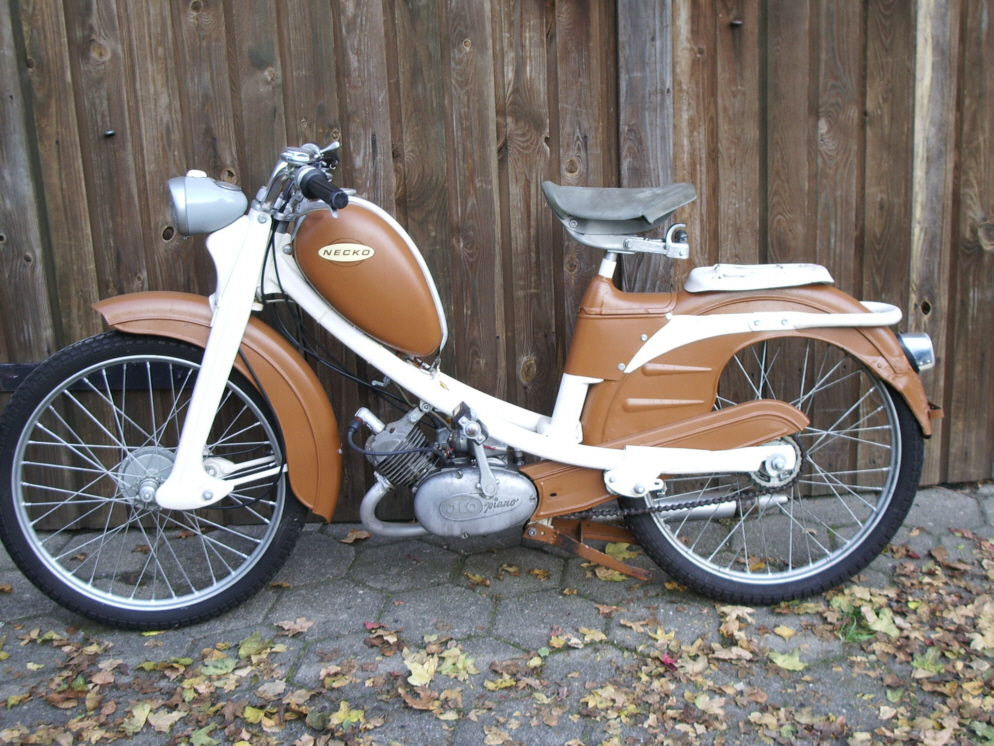
Moped från geijer, med ILO-motor, från 1958

Efter andra världskriget var ILO-fabriken fortfarande fullt operativ och sonen Heinrich Christiansen Jun övertog driftansvaret. Det förekom inget egentligt demontage av fabriken från de allierades sida och företaget började tillverkning av kryckor, äggkoppar, tändare och annat som behövdes efter kriget. Motortillverkning var inte högprioriterad för landets uppbyggnad, men det fanns dock ett behov av att underhålla den brittiska Rhenarméns fordonsmotorer och de första efterkrigsbeställningarna kom från ockupationsmakten.
De första tvåtaktsmotorerna för civilt bruk började produceras 1947 och Tempofabriken i Hamburg blev en av de första kunderna. Tempo återupptog sin produktion av trehjuliga lätta lastbilar, med ILO-motorer. Från 1948 fanns det TEMPO trehjuling och fortsatte att bygga en ILO-motorer. Från 1948 fanns även alternativ med påhängsmotorer till cyklar. ILO hade en stor försäljningsuppgång under de följande åren och var samtidigt bra rustad, då produktionsutrustningen var helt intakt. Motorkonstruktionerna från före kriget förbättrades kontinuerligt och många motorcykeltillverkare valde ILO-motorer. Bland dem fanns tillverkare som Bücker, Dürkopp, Geier, Göricke, Hercules, Hoffmann, Maico, Mars, Monark, Rixe och Tornax. 1950 tillverkades cirka 56 000 motorer och antalet anställda hade ökat till cirka 600. Arbete började bedrivas i treskift för att möta efterfrågan. För att ytterligare utöka produktionskapaciteten byggdes fabriken ut 1950 till 8 750 kvadratmeter, samtidigt som den nya anläggningen ILO Werke Süd byggdes i München.
1957 byggdes där huvudsakligen mopedmotorer med den välkända ILO piano-motorn i spetsen. I Pinneberg tillverkades dock en annan framgångsrik motor, ILO Twin på 250 cc (tvåcylindrig motor med 2 x 125 cc).
I mitten av 1954 hade fabriken cirka 1 500 anställda, vid de båda anläggningarna och producerade cirka 184 000 motorer. ILO var inte bara den största arbetsgivaren i distriktet Pinneberg, utan också den största tillverkaren av tvåtaktsmotorer i Tyskland. Dessutom byggdes en förbättrad version av vagnförflyttaren från förkrigstiden.
I mitten av 1950-talet blev det en allmän nedgång i försäljningen av motorcyklar. Ett flertal motorcykeltillverkare gick i konkurs, i takt med att bilar blev allt mer populära. Produktionen av motorcykel och skotermotorer upphörde 1959 och ILO permitterade cirka 600 personer.

## Företagsförsäljning
Rockwell International köpte ILO i slutet av 1959. Christiansen Jun blev kvar till 1960 för att leda en omställning till en alternativ produktion. Det byggdes en ny produktionshall för armaturtillverkning av ventiler och kopplingar till VVS-branschen. Tillverkningen av industrimotorer utvecklades väl och antalet anställda ökade igen till 1200. 1963 var produktionsanläggningarna stabila igen och armaturtillverkningen flyttade till Prisdorf i samma region.
Runt 1960 började utvecklingen av snöskotrar för den nordamerikanska och skandinaviska marknaden. Speciellt i USA och Kanada blev snöskoteråkning en sport och bolaget fortsatte från 1963 att investera i den branschen. Ett brett utbud av motorer utvecklades med framgång och från och med 1965 ökade försäljningen stort. Vid utgången av 1969 producerades cirka 283 000 ILO-motorer.

## Uppgång och fall

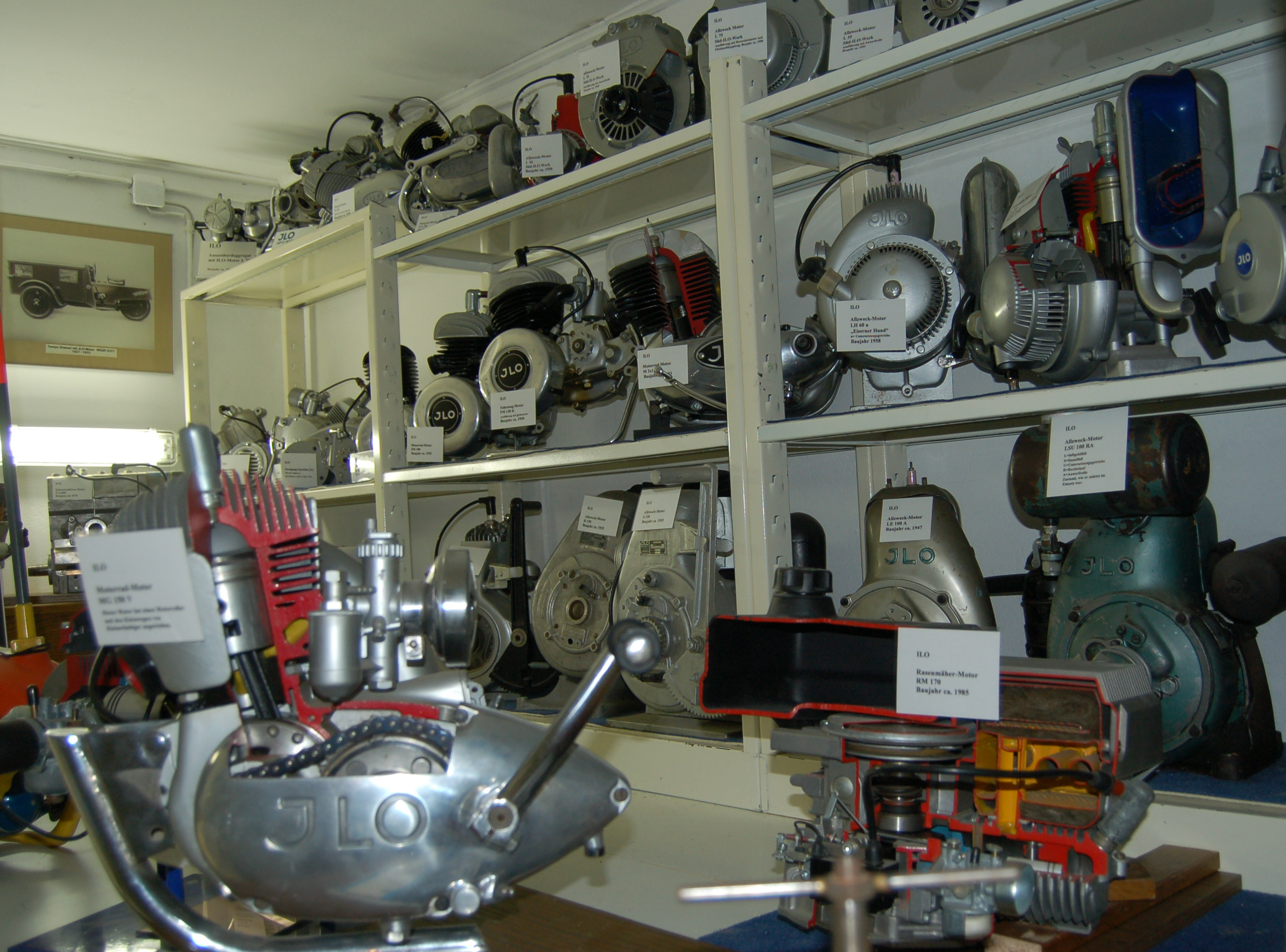
ILO-Motorsamling från stadsmuseet i Uetersen

I mitten av 1960-talet slog företaget sina försäljnings- och produktionsrekord. Försäljningen av snöskotrar till USA och Kanada ökade till mer än 39 000 stycken, och försäljningsvärdet stod för ungefär hälften av ILO:s export. 1968 byggdes ett nytt gjuteri och fabriksytan uppgick till 20 000 kvadratmeter. Investeringarna nådde också sin toppnivåer och 1969 uppgick de till 10 miljoner D-mark, renovering och utbyggnad av fabriken kostade 500 000 DM och byggandet av ett helt automatiserat höglager kostade 1,5 miljoner D-mark och man ville nu uppnå en försäljning på 100 miljoner DM.
Den höga efterfrågan på ILO-motorer gjorde att företaget rekryterade en stor del av den tillgängliga kvalificerade arbetskraften och betalade dessa förhållandevis höga löner, vilket var svårt för den övriga tillverkningsindustrin i regionen att konkurrera med. Många utländska arbetare, främst från det forna Jugoslavien, kom till Pinneberg för att täcka behovet.
Försäljningen av snöskotrar gick dock ned kraftigt 1971, samtidigt som konkurrensen från Japan ökade alltmer. Den totala motortillverkningens överkapacitet ledde till en världsomfattande nedgång i priserna. 1969 levererades 283 000 motorer och ett år senare hade såldes bara 128 300. Försäljningen av industrimotorer fortsatte parallellt med tillverkningen av snöskotrar, men utvecklades inte i samma takt. Ett antal år av minskad arbetstid följde ihop med personalnedskärningar. Antalet anställda minskade till 800 i mitten av 1975 stoppade tillverkningen av snöskotermotorer och pressgjuteriet lades ner i början av 1976. Vid denna tid arbetade 320 anställda i de stora hallarna.
1977 såldes företaget till amerikanska Tecumseh Products Company. Det nya bolaget byggde kompressorer, växellådor och två- och fyrtaktsmotorer. Med köpet av ILO blev Tecumseh etablerat i Europa och kunde stärka sin position som en global motorleverantör, genom att ha ett reservdelslager för sina motorer i Europa. ILO fokuserade nu på att bygga inbyggnadsmotorer för jordbruk, byggsektorn och tillverkningsindustrin. ILO-motorer levererades till exempelvis till sopmaskiner, gräsklippare, kompressorer, och byggvibratorer. Utvecklingen nystartade på motorprogrammen och en viss uppgång skedde i försäljningen. Det förekom även legotillverkning av vevaxlar till andra motortillverkare, som dock inte lönade sig ordentligt. Lagerytor hyrdes även ut till Toyota, Tysklands centrala reservdelslager.
ILO firade sitt 75-årsjubileum under 1986 med förhoppningar om en vändning i orderläget under kommande år. 1988 gick några större kunder i konkurs och försäljningen minskade 1989 till 6 miljoner DM, efter att en nyutvecklad gräsklipparmotor fick dras tillbaka från marknaden på grund av tekniska problem. Från 1987 kom företaget att gå med förlust och i mitten av 1990, beslutade Tecumseh att stänga fabriken i Pinneberg.
Den 31 december 1990 stängde fabriken och den 13 mars 1991 såldes ett antal maskiner på auktion och det åttioåriga företagets historia upphörde.
Delar av motorsamlingen kom in på Pinnebergers stadsmuseum och stadens historia museum i Uetersen. Sedan 1999 hålls varje år i maj, Pinneberg Mobil, ett veteranmöte för ILO-relaterade bilar, motorcyklar och traktorer samt för tidigare ILO-personal.